# یواس‌اس ال‌اس‌تی-۴
یواس‌اس ال‌اس‌تی-۴ (به انگلیسی: USS LST-4) یک کشتی بود که طول آن ۳۲۸ فوت (۱۰۰ متر) بود. این کشتی در سال ۱۹۴۲ ساخته شد.